# 上植木廃寺跡

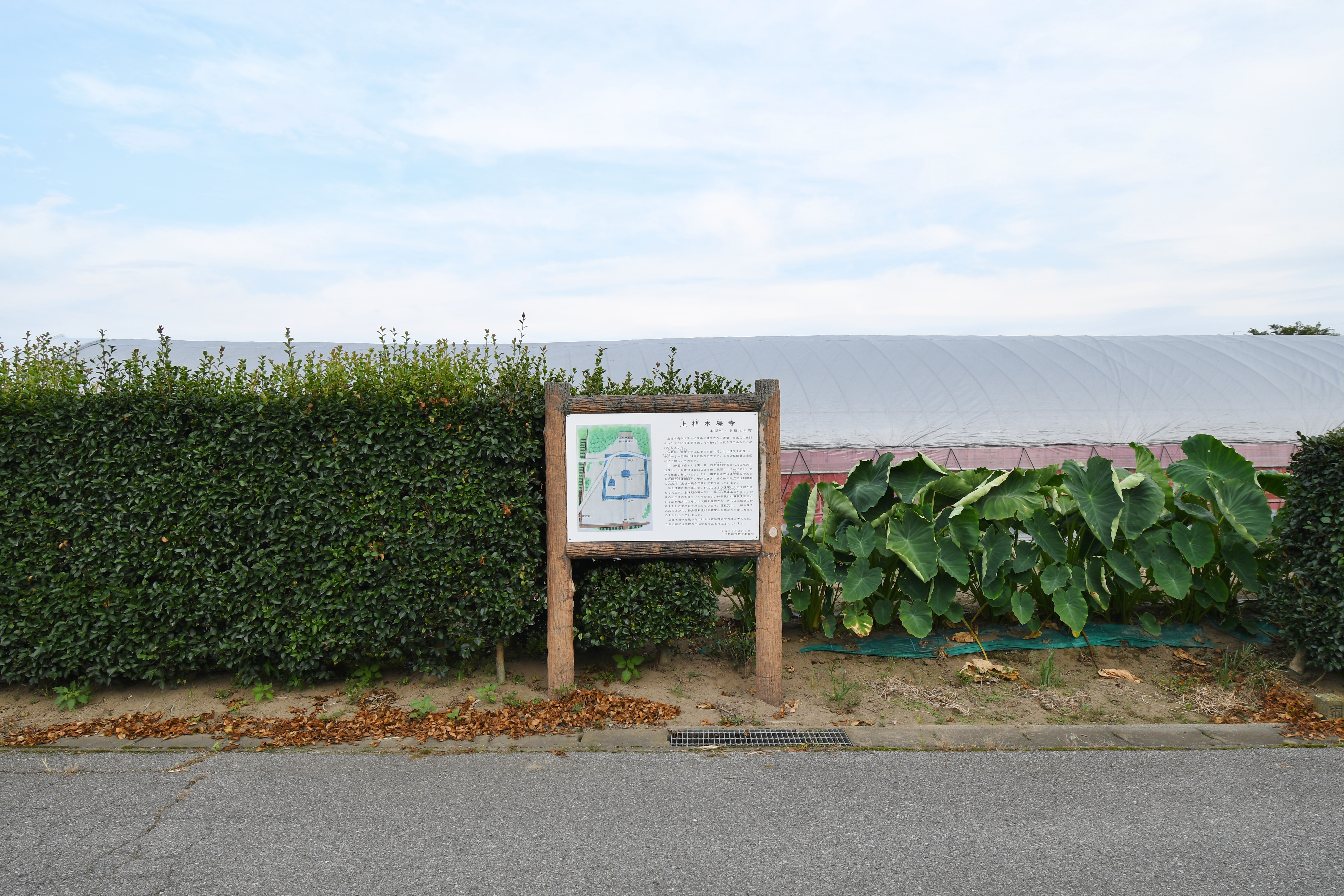
上植木廃寺跡 説明板付近

上植木廃寺跡（かみうえきはいじあと）は、群馬県伊勢崎市上植木本町・本関町にある古代寺院跡。史跡指定はされていない。

## 概要
群馬県南東部、粕川左岸の台地上に位置する。南には佐位郡衙跡（佐位郡正倉跡）が所在する。1905年（明治38年）に畑の開墾中に礎石・瓦が発見され、1982年（昭和57年）以降に発掘調査が実施されている。
寺域は東西112メートル・南北240メートルを測る。全国的にも珍しい伽藍配置で、金堂を中心に、塔を南西に配し、それらを中門・講堂と回廊が取り囲む。創建期は白鳳期の7世紀後半頃と推定され、11世紀頃までの存続が認められる。群馬県では山王廃寺跡（前橋市）とともに屈指の初期古代寺院として重要視される遺跡であるとともに、建立の背景としては佐位郡司氏族の檜前部君との関連性を指摘する説があり、南の佐位郡正倉跡の八角形倉庫と合わせて佐位郡の仏教色の強さの表れとして注目される。

## 遺構

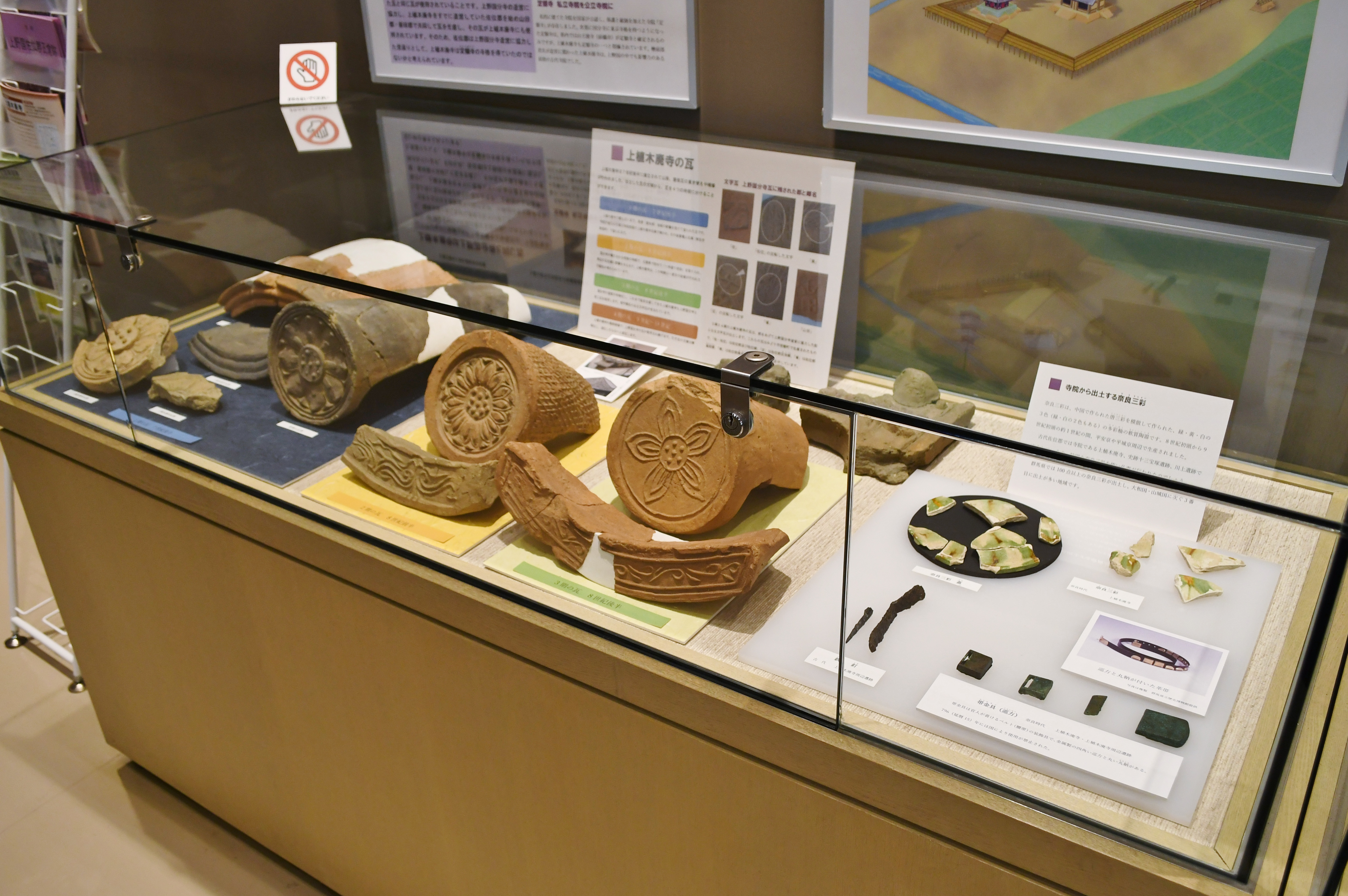
出土品伊勢崎市赤堀歴史民俗資料館展示（他画像も同様）。

寺域は東西112メートル・南北240メートルで、北辺・南辺は溝、東辺・西辺は掘立柱塀をもって区画する。主要伽藍として、南から南門・中門・金堂・講堂・食堂（掘立柱建物）が一直線に配され、金堂の南西に塔を配し、中門左右から回廊が出て金堂・塔を囲んで講堂左右に取り付くという珍しい伽藍配置である。そのほか、寺域西側では道路状遺構が、さらにその西では瓦窯跡（上植木廃寺瓦窯跡）が認められている。
寺域からの出土品としては、多量の瓦のほか、須恵器・土師器・三彩陶器・鉄釘などがある。軒瓦の文様は30種以上があり、そのうち創建期の軒瓦は山田寺式の単弁八葉蓮華文軒丸瓦・三重弧文軒平瓦とされ、8世紀後半以降には上野国分寺と同じ瓦が使用される点で注目される。創建期の瓦窯は上植木廃寺瓦窯跡で、その後は雷電山瓦窯跡（桐生市）に移ったと見られる。出土瓦の様相によれば、白鳳期の7世紀後半頃の創建と推定され、11世紀頃までの存続が認められる。

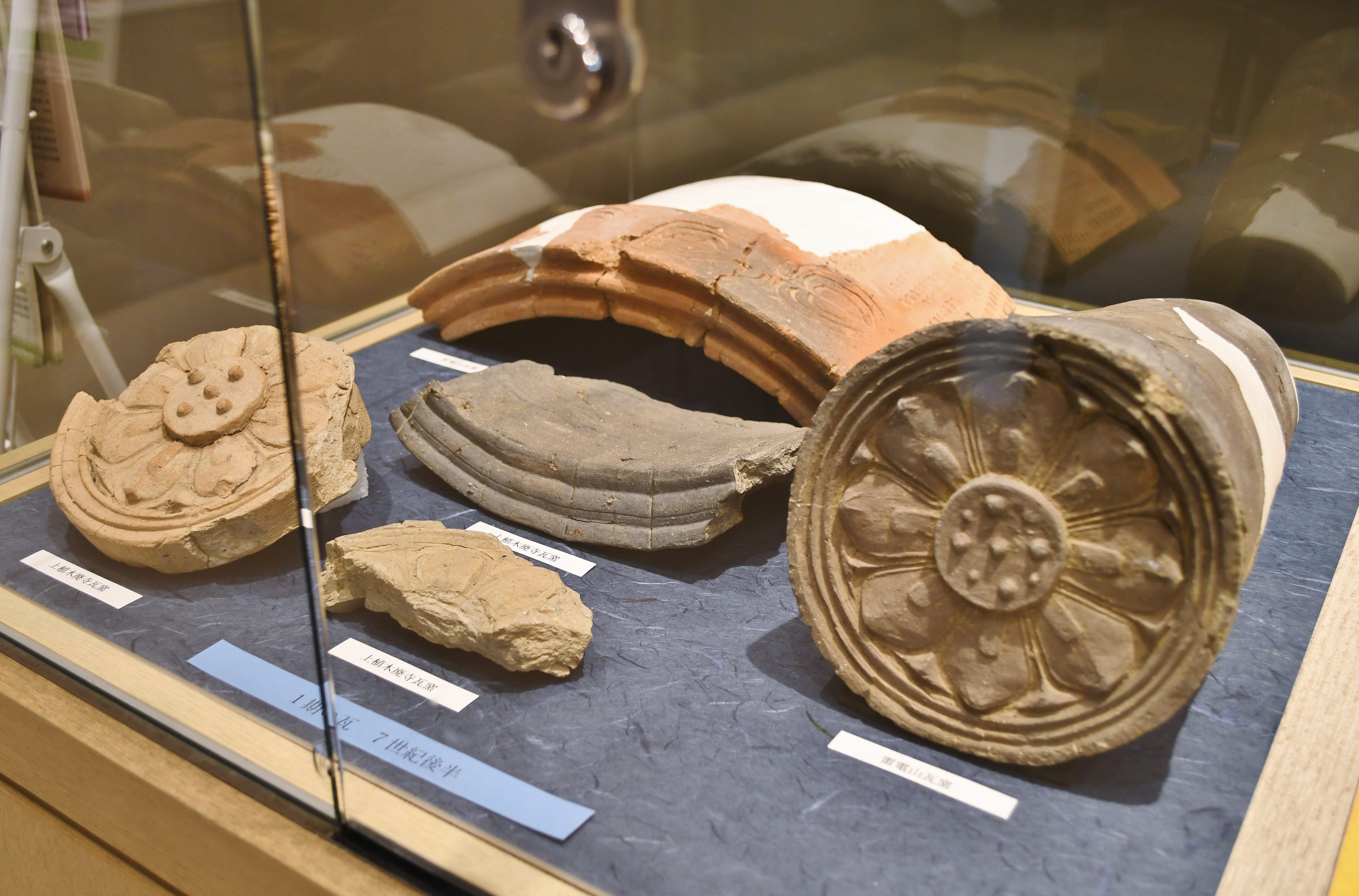
1期軒瓦
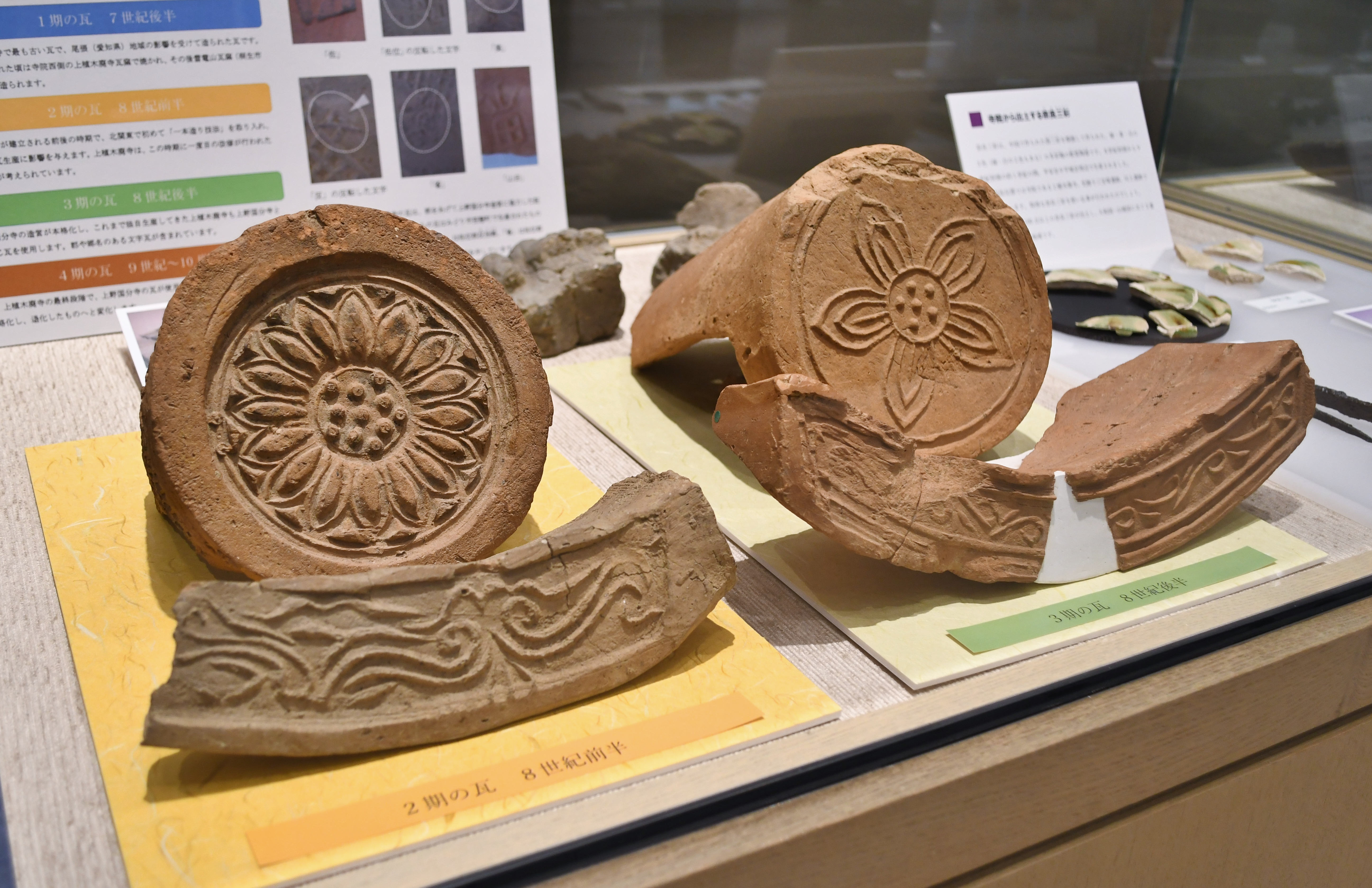
2期・3期軒瓦

## 関連施設
- 伊勢崎市赤堀歴史民俗資料館（伊勢崎市西久保町） - 上植木廃寺跡の出土品等を保管・展示。

## 関連文献
（記事執筆に使用していない関連文献）
- 『上植木廃寺発掘調査概報I（伊勢崎市文化財調査報告書 第18集）』伊勢崎市教育委員会、1984年。
- 『上植木廃寺発掘調査概報II（伊勢崎市文化財調査報告書 第19集）』伊勢崎市教育委員会、1985年。
- 『上植木廃寺 -昭和59年度発掘調査概報-（伊勢崎市文化財調査報告書 第20集）』伊勢崎市教育委員会、1985年。
- 『上植木廃寺 -昭和60年度発掘調査概報-（伊勢崎市文化財調査報告書 第23集）』伊勢崎市教育委員会、1986年。
- 『上植木廃寺 -昭和61年度発掘調査概報-（伊勢崎市文化財調査報告書 第24集）』伊勢崎市教育委員会、1987年。
- 『上植木廃寺 -昭和62年度発掘調査概報-（伊勢崎市文化財調査報告書 第28集）』伊勢崎市教育委員会、1989年。
- 『上植木廃寺 -平成2・3年度発掘調査概報-（伊勢崎市文化財調査報告書 第33集）』伊勢崎市教育委員会、1992年。
- 『上植木廃寺 -平成4・5年度発掘調査概報-（伊勢崎市文化財調査報告書 第34集）』伊勢崎市教育委員会、1994年。
- 『上植木廃寺周辺遺跡（伊勢崎市文化財調査報告書 第36集）』伊勢崎市教育委員会、1996年。
- 『上植木廃寺 上植木廃寺瓦窯 -平成7年度発掘調査概報-（伊勢崎市文化財調査報告書 第44集）』伊勢崎市教育委員会、2002年。
- 『新屋敷遺跡・上植木廃寺周辺遺跡II・上植木廃寺 -埋蔵文化財発掘調査概報-（伊勢崎市文化財調査報告書 第94集）』伊勢崎市教育委員会、2019年。